# FOMAらくらくホン
FOMA らくらくホン（フォーマ・らくらくホン）は、富士通が開発した、NTTドコモの第三世代携帯電話 (FOMA) 端末。らくらくホンシリーズの端末で、FOMA F880iES（フォーマ・エフ はち はち まる・アイ・イー エス）のブランド名。これまでmova端末として販売されてきたらくらくホンシリーズがFOMAへと移行。型番末尾の ES は Easy Style の略である。
30万画素CMOSイメージセンサによるカメラを搭載し、シリーズとしては初のカメラ付き携帯電話となった。カラーバリエーションは当初ブロンズ、シルバー、ダークグリーンの三種類であったが、2005年2月23日にピンクが追加された。
テレビ電話に対応。外部メモリーは非対応。iモード対応。iアプリ非対応。歩数計機能の搭載は見送られた。
50代以上のユーザー獲得を狙っている。

## 歴史
- 2004年6月16日：技術基準適合証明 (TELEC)通過
- 2004年9月2日:開発を発表。
- 2004年9月4日：発売開始
- 2005年2月23日：ピンクが追加
  - 電気通信端末機器審査協会 (JATE) 審査を通過した事実はない

## 不具合
- NTTドコモ及び富士通より、特に報告はない。